# Lwówek (województwo mazowieckie)
Lwówek – wieś sołectwo w Polsce położona w województwie mazowieckim, w powiecie gostynińskim, w gminie Sanniki.
W latach 1975–1998 miejscowość administracyjnie należała do województwa płockiego.
Przez wieś przepływa rzeka Nida (dopływ rzeki Słudwi, dorzecze Bzury).
Przez Lwówek przebiega droga wojewódzka nr 583 (relacji Bedlno-Sanniki), co sprawia, iż
jest on miejscowością dobrze skomunikowaną z okolicznymi ośrodkami miejskimi (z
Płockiem, Gąbinem, Gostyninem i Żychlinem).
W Lwówku znajduje się kaplica pw. Matki Boskiej Częstochowskiej będąca kościołem filialnym parafii w Osmolinie oraz poniemiecki cmentarz z końca XIX wieku.
W miejscowości działa jednostka Ochotniczej Straży Pożarnej utworzona w 1946 roku oraz założony w 1958 roku, należący do zrzeszenia LZS klub sportowy Lwówianka Lwówek, którego drużyna piłkarska występuje w A-klasie podokręgu płockiego Mazowieckiego ZPN.

## Historia
Wieś została założona pod nazwą Leonberg w pierwszych latach XIX
wieku, przez kolonistów wyznania ewangelicko-augsburskiego,
przybyłych z terenu Prus. W latach 1802–1804 osiedliło się w Lwówku
78 kolonistów (zbudowano około 60 domów). W 1804 założona została pierwsza szkoła
w Lwówku. W 1884 roku na ogólną liczbę 925 osób aż 661 było wyznania ewangelickiego. W dużej liczbie mieszkali tam również Bracia Morawscy (250 osób). W połowie XIX wieku do placówki uczęszczało ponad 160 uczniów. W 1857 w Lwówku wybudowano kościół – zbór służący części miejscowej ludności protestanckiej tzw. braciom morawskim. Mimo iż wieś
miała charakter rolniczy (kultura rolna była wysoka), jeszcze w XIX stuleciu
rozpoczął się proces jej industrializacji. Część przybyłych kolonistów zajmowała
się kowalstwem: produkowali maszyny rolnicze oraz wozy. We wsi działały także
dwa młyny, olejarnia oraz tartak. W procesie produkcji wykorzystywano maszyny
parowe. W 1938 roku Lwówek został zelektryfikowany. 
Po 1945 roku mieszkańcy wsi pochodzenia niemieckiego opuścili granice Polski, a Lwówek zasiedlili Polacy pochodzący zarówno z okolicznych wiosek, jak i nowo przybyli z innych części kraju. W lutym 1945, na bazie istniejących we wsi zakładów uruchomiono punkt obsługi pojazdów wojskowych, który później nastawiano
na produkcję i naprawę maszyn rolniczych. Pracowała około 90-osobowa
załoga. Wkrótce kompleks produkcyjny Państwowych
Zakładów Przemysłowych w Lwówku – zajmujących się m.in. odlewaniem z żeliwa:
trybów, kieratów; montowaniem wozów na żelaznych kołach; produkcją wialni,
sieczkarni itp.; ostrzeniem („ryflowaniem”) walców do poniemieckich młynów; stolarką
(działał tartak) – przekształcono w Państwowy Ośrodek Maszynowy, trzeci w Polsce. Zakład zatrudniał ponad 100 osób (także z okolicznych miejscowości) i
stanowił bazę do obsługi okolicznych spółdzielni agronomicznych. W 1969 roku oddano
do użytku budynek nowej szkoły – wybudowanej ze znaczącym wkładem społecznym
miejscowej ludności. Na początku lat siedemdziesiątych do Lwówka przyłączono część
sąsiedniej wioski Turcja, której mieszkańców przesiedlono, z racji budowy w pobliżu,
w miejscowości Konstantynów, Radiofonicznego Centrum Nadawczego Polskiego
Radia. Wybudowany w 1974 roku maszt radiowy mierzący 646 metrów, był (mimo jego
katastrofy na początku lat dziewięćdziesiątych) do 2008 roku najwyższą konstrukcją
wzniesioną w historii ludzkości. Widok wieży przez niemal dwie dekady dominował w
krajobrazie wsi. Na przełomie lat osiemdziesiątych i dziewięćdziesiątych biegnąca
przez Lwówek droga wojewódzka 583 (Sanniki-Bedlno) została gruntownie zmodernizowana i poszerzona. W tym czasie oddano do użytku wodociąg. Transformacja ustrojowa przyniosła zamknięcie produkcji w
zakładzie POM i zwolnienia pracowników; podobny los spotkał działającą we wsi zlewnię mleka oraz
młyn. U schyłku XX wieku wieś została w całości ztelefonizowana. W 2004 roku decyzją Rady Gminy w Sannikach
zlikwidowano, przy sprzeciwie lokalnej społeczności, szkołę podstawową.